# باسم رسام
باسِم رَسّام (به عربی: باسم الرّسّام) (زادهٔ ۱۹۶۰ در کردستان عراق) تصویرساز، طراح جلد، نویسنده و شاعر عراقی است که در سال ۱۹۸۴/۱۳۶۳ به ایران مهاجرت کرد و در همکاری با نشریات ایرانی حضوری فعال یافت.

## زندگی‌نامه
باسم رسّام هنرمند عراقی است که در سال ۱۹۸۴/۱۳۶۳ به ایران مهاجرت کرد و در نشریات ایرانی حضوری فعال یافت. او پس از سقوط صدام حسین از ایران رفت و در کردستان عراق ساکن شد، ولی پس از پنج شش سال اقامت، دوباره به تهران بازگشت.
رسّام ازجمله طراحان و تصویرگران تأثیرگذار در هنرهای تجسمی ایران به‌شمار می‌رود که آثار متفکرانه و متعددِ او در طراحی گرافیک، تصویرسازی و نقاشی، نه‌تنها برای هنرمندان، بلکه برای بسیاری از نویسندگان و اهالی فرهنگ هم آشناست.

## کارها

### نشریات
رسّام در نشریات ایرانیِ دههٔ ۱۳۷۰ حضوری پررنگ داشت. تصویرسازی‌های وی یکی از نشانه‌های نشریات ادبی و نشریاتی بود که به مباحث نظری می‌پرداختند؛ نشریه‌هایی مثل ادبستان، مجلهٔ شعر، کیان، نقد و نظر، پگاه حوزه، ناقد، مدرسه و….

### طراحی جلد کتاب
کتاب‌های بسیاری با طرح جلدهای باسم رسّام منتشر شده‌اند. این طرح‌ها متفاوت با جریان رایج گرافیک در مطبوعات و نشریات ایرانی بود و موج تازه‌ای در گرافیک و تصویرسازی ایران ایجاد کرد.

### گالری‌ها
در آذرماه ۱۳۹۶ نمایشگاهی از آثار ابتکاریِ رسّام در گالری الهه در تهران برپا شد.